# 제46회 영국 아카데미 영화상
제46회 영국 아카데미 영화상은 1992년의 최고의 영화를 기리기 위해 1993년 3월 21일에 열린 시상식이다.

## 수상

### 작품상
- 하워즈 엔드 - 이스마일 머천트 수상

### 알렉산더 코다 상
- 크라잉 게임 - 스티븐 울리 수상

### 데이빗 린 상
- 플레이어 - 로버트 알트만 수상

### 남우주연상
- 채플린 - 로버트 다우니 주니어 수상

### 여우주연상
- 하워즈 엔드 - 엠마 톰슨 수상

### 남우조연상
- 용서받지 못한 자 - 진 핵크만 수상

### 여우조연상
- 데미지 - 미란다 리처드슨 수상

### 각본상
- 부부 일기 - 우디 앨런 수상

### 각색상
- 플레이어 - 마이클 톨킨 수상

### 편집상
- JFK - 존 헛슁 수상

### 촬영상
- 라스트 모히칸 - 단트 스피노티 수상

### 음향상
- JFK - Tod A. Maitland 수상

### 의상상
- 댄싱 히어로 - 앵거스 스트레이티 수상

### 분장상
- 라스트 모히칸 - Peter Robb-King 수상

### 특수시각효과상
- 죽어야 사는 여자 - Michael Lantieri 수상

### 프로덕션디자인상
- 댄싱 히어로 - Catherine Martin 수상

### 외국어영화상
- 홍등 - Chiu Fu-Sheng 수상

### 단편애니메이션작품상
- Ginger Gibbons 수상

### 단편영화작품상
- Anne Bennett 수상

### 안소니 아스퀴스상
- 댄싱 히어로 - 데이비드 허슈펠더 수상

## 같이 보기
- 제65회 아카데미상
- 제18회 세자르상
- 제45회 미국 감독 조합상
- 제6회 유럽 영화상
- 제50회 골든 글로브상
- 제13회 골든 래즈베리상
- 제45회 미국 작가 조합상